# Opatinec
 Opatinec  falu Horvátországban Zágráb megyében. Közigazgatásilag Ivanić-Gradhoz tartozik.

## Fekvése
Zágrábtól 33 km-re délkeletre, községközpontjától  2 km-re északnyugatra, az A3-as autópálya mellett fekszik. 

## Története
1857-ben 389, 1910-ben 398 lakosa volt. Trianonig Zágráb vármegye Dugo Seloi járásához tartozott. 
A településnek 2001-ben 316 lakosa volt.

## Lakosság
| Lakosság változása | Lakosság változása | Lakosság változása | Lakosság változása | Lakosság változása | Lakosság változása | Lakosság változása | Lakosság változása | Lakosság változása | Lakosság változása | Lakosság változása | Lakosság változása | Lakosság változása | Lakosság változása | Lakosság változása |
| ------------------ | ------------------ | ------------------ | ------------------ | ------------------ | ------------------ | ------------------ | ------------------ | ------------------ | ------------------ | ------------------ | ------------------ | ------------------ | ------------------ | ------------------ |
| 1857               | 1869               | 1880               | 1890               | 1900               | 1910               | 1921               | 1931               | 1948               | 1953               | 1961               | 1971               | 1981               | 1991               | 2001               |
| 389                | 381                | 374                | 411                | 415                | 398                | 390                | 389                | 323                | 343                | 327                | 282                | 246                | 235                | 316                |

## Nevezetességei
1973-ban határában értékes pénzleletet találtak melyek a zágrábi régészeti múzeumba kerültek. Az érmék között több aranypénz, köztük Szapolyai János és I. Ferdinánd aranyforintjai, valamint számos török akcse és velencei dukát is volt.

## Külső hivatkozások
Ivanić-Grad hivatalos oldala